# Liste des députés de la dixième législature du Landtag de Rhénanie-Palatinat
Cette liste présente les 100 membres de la 10e législature du Landtag de Rhénanie-Palatinat au moment de leur élection le 6 mars 1983 lors des élections régionales de 1983 en Rhénanie-Palatinat. Elle présente les élus du land et précise si l'élu a été élu dans le cadre d'une des 4 circonscriptions.

## Répartition des sièges

Répartition des sièges du Landtag de Rhénanie-Palatinat en 1983

| Parti | Parti                                        | Voix      | Voix  | Sièges  | Sièges        | Sièges | Sièges | Sièges |
| Parti | Parti                                        | Votes     | %     | Députés | +/-           |        |        |        |
| ----- | -------------------------------------------- | --------- | ----- | ------- | ------------- | ------ | ------ | ------ |
|       | Union chrétienne-démocrate d'Allemagne (CDU) | 1 306 090 | 51,92 | 57      | 6             |        |        |        |
|       | Parti social-démocrate d'Allemagne (SPD)     | 995 795   | 39,59 | 43      | en stagnation |        |        |        |
|       |                                              |           |       |         |               |        |        |        |
| Total | Total                                        | 2 541 834 | 100   | 100     | en stagnation |        |        |        |

## Élus
| Circonscription           | Nom                        |  | Parti |
| ------------------------- | -------------------------- |  | ----- |
| Troisième circonscription | Otto Bardong               |  | CDU   |
| Deuxième circonscription  | Franz Peter Basten         |  | CDU   |
| Quatrième circonscription | Marianne Baun              |  | CDU   |
| Quatrième circonscription | Kurt Beck                  |  | SPD   |
| Troisième circonscription | Elvira Bickel              |  | CDU   |
| Troisième circonscription | Franz Josef Bischel        |  | CDU   |
| Deuxième circonscription  | Peter Bleser               |  | CDU   |
| Troisième circonscription | Kurt Böckmann              |  | CDU   |
| Quatrième circonscription | Detlef Bojak               |  | SPD   |
| Troisième circonscription | Hugo Brandt                |  | SPD   |
| Troisième circonscription | Ernst-Günter Brinkmann     |  | SPD   |
| Quatrième circonscription | Gisela Büttner             |  | CDU   |
| Troisième circonscription | Hans-Dieter Busch          |  | CDU   |
| Première circonscription  | Hans Dahmen                |  | CDU   |
| Quatrième circonscription | Alois Dauenhauer           |  | CDU   |
| Deuxième circonscription  | Jürgen Debus               |  | SPD   |
| Troisième circonscription | Anton Diehl                |  | SPD   |
| Troisième circonscription | Heinz-Georg Diehl          |  | CDU   |
| Deuxième circonscription  | Karl Diller                |  | SPD   |
| Troisième circonscription | Helga Düchting             |  | SPD   |
| Première circonscription  | Ludwig Eich                |  | SPD   |
| Première circonscription  | Helmut Fink                |  | SPD   |
| Quatrième circonscription | Rudolf Franzmann           |  | SPD   |
| Première circonscription  | Rudi Geil                  |  | CDU   |
| Quatrième circonscription | Karl August Geimer         |  | CDU   |
| Troisième circonscription | Florian Gerster            |  | SPD   |
| Troisième circonscription | Georg Gölter               |  | CDU   |
| Quatrième circonscription | Rose Götte                 |  | SPD   |
| Première circonscription  | Irene Goß                  |  | SPD   |
| Deuxième circonscription  | Christoph Grimm            |  | SPD   |
| Première circonscription  | Franz-Josef Hamacher       |  | CDU   |
| Première circonscription  | Josef Happ                 |  | CDU   |
| Troisième circonscription | Roland Härtel              |  | SPD   |
| Troisième circonscription | Gernot Heck                |  | CDU   |
| Première circonscription  | Hans Helzer                |  | SPD   |
| Deuxième circonscription  | Jürgen Henze               |  | SPD   |
| Première circonscription  | Clemens Henzler            |  | CDU   |
| Quatrième circonscription | Dieter Hörner              |  | CDU   |
| Première circonscription  | Joachim Hörster            |  | CDU   |
| Deuxième circonscription  | Heinrich Holkenbrink       |  | CDU   |
| Première circonscription  | Karl Hoppe                 |  | CDU   |
| Troisième circonscription | Helmut Hüther              |  | SPD   |
| Troisième circonscription | Gerd Itzek                 |  | SPD   |
| Deuxième circonscription  | Elisabeth Jost             |  | SPD   |
| Quatrième circonscription | Emil Wolfgang Keller       |  | CDU   |
| Première circonscription  | Werner Klein               |  | SPD   |
| Troisième circonscription | Gerhard Kneib              |  | CDU   |
| Première circonscription  | Hans-Josef Koggel          |  | CDU   |
| Première circonscription  | Gabriele Kokott-Weidenfeld |  | CDU   |
| Deuxième circonscription  | Fritz Rudolf Körper        |  | SPD   |
| Troisième circonscription | Marliese Köster            |  | CDU   |
| Quatrième circonscription | Manfred Kramer             |  | CDU   |
| Quatrième circonscription | Jürgen Kroh                |  | CDU   |
| Deuxième circonscription  | Helga von Kügelgen         |  | CDU   |
| Deuxième circonscription  | Michael Kutscheid          |  | CDU   |
| Quatrième circonscription | Klaus-Jürgen Lais          |  | SPD   |
| Première circonscription  | Paul Lamboy                |  | CDU   |
| Deuxième circonscription  | Paul Landsmann             |  | CDU   |
| Deuxième circonscription  | Werner Langen              |  | CDU   |
| Deuxième circonscription  | Ernst Lautenbach           |  | CDU   |
| Deuxième circonscription  | Walter Mallmann            |  | CDU   |
| Deuxième circonscription  | Albrecht Martin            |  | CDU   |
| Deuxième circonscription  | Joachim Mertes             |  | SPD   |
| Première circonscription  | Otto Meyer                 |  | CDU   |
| Première circonscription  | Carlheinz Moesta           |  | SPD   |
| Première circonscription  | Lambert Mohr               |  | CDU   |
| Quatrième circonscription | Karl Walter Müller         |  | SPD   |
| Première circonscription  | Dieter Muscheid            |  | SPD   |
| Quatrième circonscription | Clemens Nagel              |  | SPD   |
| Première circonscription  | Heinz Neuhaus              |  | CDU   |
| Troisième circonscription | Kurt Neumann               |  | SPD   |
| Deuxième circonscription  | Willi Nickenig             |  | CDU   |
| Première circonscription  | Fritz Petsch               |  | SPD   |
| Troisième circonscription | Eckhart Pick               |  | SPD   |
| Quatrième circonscription | Fritz Preuss               |  | SPD   |
| Deuxième circonscription  | Peter Rauen                |  | CDU   |
| Deuxième circonscription  | Udo Reichenbecher          |  | SPD   |
| Troisième circonscription | Michael Reitzel            |  | SPD   |
| Première circonscription  | Herbert Richard            |  | CDU   |
| Troisième circonscription | Elisabeth Rickal           |  | CDU   |
| Quatrième circonscription | Kurt Rocker                |  | CDU   |
| Quatrième circonscription | Willi Rothley              |  | SPD   |
| Troisième circonscription | Jeanette Rott              |  | SPD   |
| Première circonscription  | Erwin Rüddel               |  | CDU   |
| Première circonscription  | Franz Schaaf               |  | CDU   |
| Troisième circonscription | Fritz Schalk               |  | SPD   |
| Première circonscription  | Rudolf Scharping           |  | SPD   |
| Première circonscription  | Manfred Scherrer           |  | SPD   |
| Quatrième circonscription | Hans-Dieter Scherthan      |  | CDU   |
| Première circonscription  | Ulrich Schmalz             |  | CDU   |
| Quatrième circonscription | Gerhard Schmidt            |  | SPD   |
| Quatrième circonscription | Willi Schmidt              |  | SPD   |
| Deuxième circonscription  | Dieter Schmitt             |  | CDU   |
| Quatrième circonscription | Helma Schmitt              |  | CDU   |
| Quatrième circonscription | Georg Adolf Schnarr        |  | CDU   |
| Quatrième circonscription | Ingrid Schneider           |  | SPD   |
| Première circonscription  | Leo Schönberg              |  | CDU   |
| Troisième circonscription | Peter Schuler              |  | CDU   |
| Quatrième circonscription | Günther Schwamm            |  | SPD   |
| Première circonscription  | Harald Schweitzer          |  | SPD   |
| Première circonscription  | Wilhelm Josef Sebastian    |  | CDU   |
| Première circonscription  | Hans Seichter              |  | SPD   |
| Première circonscription  | Heinz Sondermann           |  | SPD   |
| Première circonscription  | Gerhard Steffens           |  | CDU   |
| Deuxième circonscription  | Heinrich Studentkowski     |  | SPD   |
| Deuxième circonscription  | Hans Tölkes                |  | CDU   |
| Troisième circonscription | Bernhard Vogel             |  | CDU   |
| Première circonscription  | Heinz Peter Volkert        |  | CDU   |
| Deuxième circonscription  | Carl-Ludwig Wagner         |  | CDU   |
| Quatrième circonscription | Herbert Waldenberger       |  | CDU   |
| Deuxième circonscription  | Klaus Weinmann             |  | SPD   |
| Quatrième circonscription | Karl-Heinz Werle           |  | SPD   |
| Troisième circonscription | Karl-Heinz Weyrich         |  | SPD   |
| Troisième circonscription | Hans-Otto Wilhelm          |  | CDU   |
| Première circonscription  | Paul Wingendorf            |  | CDU   |
| Deuxième circonscription  | Wolfgang Wittkowsky        |  | CDU   |
| Deuxième circonscription  | Günther Wollscheid         |  | CDU   |
| Quatrième circonscription | Benno Zech                 |  | CDU   |
| Deuxième circonscription  | Robert Zingen              |  | CDU   |
| Première circonscription  | Theo Zwanziger             |  | CDU   |